# Komitat Bács-Kiskun
Das Komitat Bács-Kiskun [ˈbaːʧ ˈkiʃkun] (ungarisch Bács-Kiskun vármegye) ist ein Verwaltungsbezirk im Süden Ungarns. Es hat eine Fläche von 8444,90 km² und 491.632 Einwohner (Stand 2024). Der Komitatssitz ist Kecskemét, andere wichtige Städte sind Kiskunfélegyháza, Kiskunhalas, Kalocsa und Baja.
Das Komitat grenzt an Serbien sowie an die Komitate Baranya, Tolna, Fejér, Pest, Jász-Nagykun-Szolnok und Csongrád-Csanád.

## Geographie
Die Gegend hat Anteil an der Großen Ungarischen Tiefebene. Im Westen wird das Komitat von der Donau begrenzt und erreicht im Osten die Theiß.
| Fejér   | Pest                                        | Jász-Nagykun-Szolnok |
| Tolna   | Kompassrose, die auf Nachbargemeinden zeigt | Csongrád-Csanád      |
| Baranya |                                             |                      |

## Gliederung

### Ehemalige Einteilung
Durch die Regierungsverordnung Nr. 218/2012 vom 13. August 2012 wurden zum 1. Januar 2013 die statistischen Kleinregionen (ungarisch kistérség) abgeschafft und durch eine annähernd gleiche Anzahl von Kreisen (ungarisch járás) ersetzt. Die Kleingebiete blieben für Planung und Statistikzwecke noch eine Zeitlang erhalten, wurden dann aber am 25. Februar 2014 endgültig aufgelöst. Bis zur Auflösung gab es zehn Kleingebiete im Komitat. Drei Verwaltungseinheiten blieben während der Reform unverändert: Kiskőrös, Kiskunhalas und Kiskunmajsa.

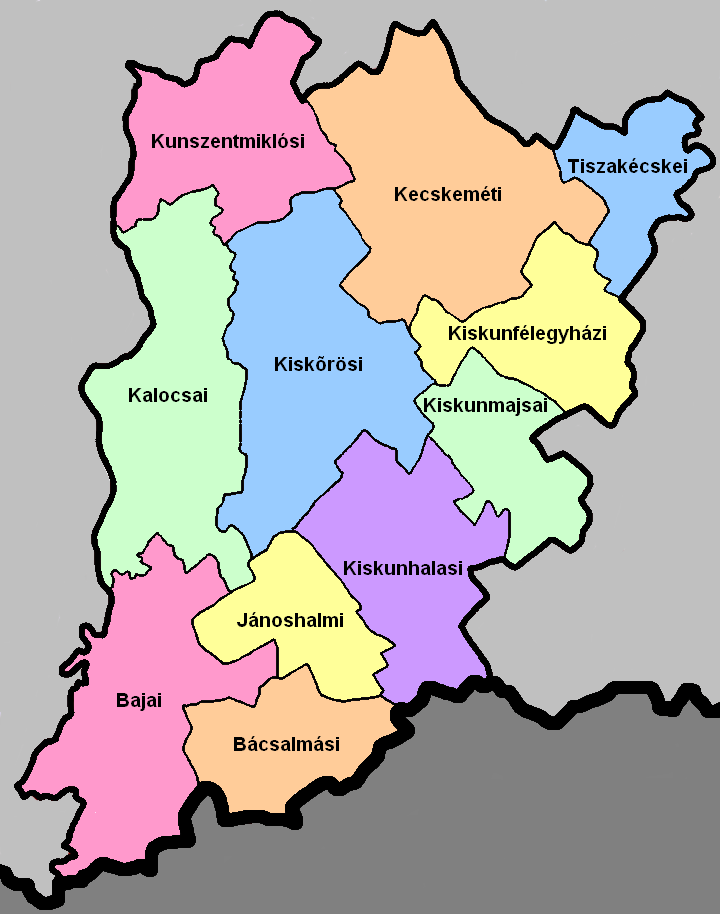
Kreise im Komitat Bács-Kiskun

Bis Ende 2012 existierten folgende Kleingebiete (kistérség) im Komitat Bács-Kiskun
| Code | Kleingebiet      | Verwaltungssitz  | Einwohner (31. Dezember 2012) | Fläche in km² | Anzahl der Gemeinden | davon Städte |
| ---- | ---------------- | ---------------- | ----------------------------- | ------------- | -------------------- | ------------ |
| 3301 | Baja             | Baja             | 71.741                        | 1190,18       | 20                   | 1            |
| 3302 | Bácsalmás        | Bácsalmás        | 16.148                        | 381,09        | 8                    | 1            |
| 3303 | Kalocsa          | Kalocsa          | 50.847                        | 1029,29       | 20                   | 3            |
| 3304 | Kecskemét        | Kecskemét        | 172.423                       | 1483,06       | 18                   | 4            |
| 3305 | Kiskőrös         | Kiskőrös         | 55.115                        | 1130,33       | 15                   | 4            |
| 3306 | Kiskunfélegyháza | Kiskunfélegyháza | 44.637                        | 717,51        | 9                    | 1            |
| 3307 | Kiskunhalas      | Kiskunhalas      | 43.735                        | 826,35        | 9                    | 2            |
| 3308 | Kiskunmajsa      | Kiskunmajsa      | 19.206                        | 485,13        | 6                    | 1            |
| 3309 | Kunszentmiklós   | Kunszentmiklós   | 30.087                        | 802,79        | 10                   | 3            |
| 3310 | Jánoshalma       | Jánoshalma       | 15.991                        | 399,10        | 4                    | 2            |

### Aktuelle Einteilung
Das Komitat Bács-Kiskun gliedert sich in 11 Kreise (ungarisch járás) mit 119 Ortschaften. Davon ist die Stadt Kecskemét mit Komitatsrecht (ungarisch Megyei jogú város), 21 Städte ohne Komitatsrecht (ungarisch varós), 9 Großgemeinden (ungarisch nagyközség) und 88 Gemeinden (ungarisch község).
| Ortschaftstyp             | Anzahl | Fläche (in km²) | Fläche (in km²) | Fläche (in km²) | Bevölkerung | Bevölkerung | Bevölkerung     | Bevölkerungs- dichte (Ew/km²) |
| Ortschaftstyp             | Anzahl | absolut         | anteilig        | im Durchschnitt | absolut     | anteilig    | im Durchschnitt | Bevölkerungs- dichte (Ew/km²) |
| ------------------------- | ------ | --------------- | --------------- | --------------- | ----------- | ----------- | --------------- | ----------------------------- |
| Stadt mit Komitatsrecht   | 1      | 322,57          | 3,82 %          |                 | 111.724     | 21,85 %     |                 | 346,4                         |
| Städte ohne Komitatsrecht | 21     | 2.827,43        | 33,48 %         | 134,64          | 236.206     | 46,19 %     | 11.248          | 83,5                          |
| Großgemeinden             | 9      | 783,12          | 9,27 %          | 87,01           | 32.288      | 6,31 %      | 3.588           | 41,2                          |
| Gemeinden                 | 88     | 4.511,78        | 53,43 %         | 51,27           | 131.201     | 25,65 %     | 1.491           | 29,1                          |
| Bács-Kiskun gesamt        | 119    | 8.444,90        |                 | 70,97           | 511.419     |             | 4.298           | 60,6                          |

Die derzeitigen Kreise sind:
| Code | Kreis            | Kreissitz        | Einwohner (1. Januar 2013) | Fläche in km² | Anzahl der Gemeinden | davon Städte |
| ---- | ---------------- | ---------------- | -------------------------- | ------------- | -------------------- | ------------ |
| 034  | Bácsalmás        | Bácsalmás        | 19.983                     | 522,54        | 10                   | 1            |
| 035  | Baja             | Baja             | 66.600                     | 1008,80       | 17                   | 1            |
| 036  | Jánoshalma       | Jánoshalma       | 17.297                     | 439,03        | 5                    | 2            |
| 037  | Kalocsa          | Kalocsa          | 51.028                     | 1062,27       | 21                   | 3            |
| 038  | Kecskemét        | Kecskemét        | 156.413                    | 1212,21       | 16                   | 3            |
| 039  | Kiskőrös         | Kiskőrös         | 55.115                     | 1130,33       | 15                   | 4            |
| 040  | Kiskunfélegyháza | Kiskunfélegyháza | 36.856                     | 582,37        | 6                    | 1            |
| 041  | Kiskunhalas      | Kiskunhalas      | 43.735                     | 826,35        | 9                    | 2            |
| 042  | Kiskunmajsa      | Kiskunmajsa      | 19.206                     | 485,13        | 6                    | 1            |
| 043  | Kunszentmiklós   | Kunszentmiklós   | 29.906                     | 769,81        | 9                    | 3            |
| 044  | Tiszakécske      | Tiszakécske      | 23.791                     | 405,99        | 5                    | 1            |

### Größte Städte und Gemeinden
Alle Ortschaften ohne Namenszusatz sind Städte.
| Stadt/Gemeinde   | Deutscher Name | Einwohner 1. Januar 2016 |                          | Stadt/Gemeinde | Einwohner 1. Januar 2016 |
| ---------------- | -------------- | ------------------------ | ------------------------ | -------------- | ------------------------ |
| Kecskemét        | Ketschkemet    | 111.724                  | Szabadszállás            | 6.116          |                          |
| Baja             | Frankenstadt   | 35.411                   | Izsák                    | 5.617          |                          |
| Kiskunfélegyháza | Feulegaß       | 29.138                   | Tiszaalpár, Großgemeinde | 4.920          |                          |
| Kiskunhalas      | Hallasch       | 27.470                   | Mélykút                  | 4.841          |                          |
| Kalocsa          | Kolottschau    | 15.986                   | Helvécia, Großgemeinde   | 4.540          |                          |
| Kiskőrös         | Körösch        | 14.109                   | Tompa                    | 4.413          |                          |
| Tiszakécske      |                | 11.743                   | Lakitelek, Großgemeinde  | 4.406          |                          |
| Lajosmizse       |                | 11.342                   | Dunavecse                | 3.824          |                          |
| Kiskunmajsa      |                | 11.216                   | Sükösd, Großgemeinde     | 3.550          |                          |
| Jánoshalma       |                | 8.530                    | Ballószög, Gemeinde      | 3.504          |                          |
| Kecel            |                | 8.445                    | Orgovány, Gemeinde       | 3.357          |                          |
| Kunszentmiklós   | Sankt Niklas   | 8.309                    | Akasztó, Gemeinde        | 3.348          |                          |
| Soltvadkert      | Wadkert        | 7.405                    | Vaskút, Großgemeinde     | 3.347          |                          |
| Bácsalmás        | Heimerskirchen | 6.496                    | Harta, Großgemeinde      | 3.285          |                          |
| Kerekegyháza     |                | 6.470                    | Dunapataj, Großgemeinde  | 3.057          |                          |
| Solt             |                | 6.312                    | Hajós                    | 3.013          |                          |

## Bevölkerungsentwicklung

### Bevölkerungsentwicklung des Komitats
Fettgesetzte Datumsangaben sind Volkszählungsergebnisse.
| Datum       | Einwohnerzahl | Datum      | Einwohnerzahl |
| ----------- | ------------- | ---------- | ------------- |
| 01.01.19601 | 589.744       | 01.01.2007 | 536.290       |
| 01.01.1970  | 570.064       | 01.01.2008 | 533.710       |
| 01.01.1980  | 571.448       | 01.01.2009 | 530.379       |
| 01.01.1990  | 546.898       | 01.01.2010 | 528.418       |
| 01.01.2001  | 547.954       | 01.01.2011 | 524.841       |
| 01.02.2001  | 546.517       | 01.10.2011 | 520.331       |
| 01.01.2002  | 545.989       | 01.01.2012 | 521.852       |
| 01.01.2003  | 544.116       | 01.01.2013 | 519.930       |
| 01.01.2004  | 541.584       | 01.01.2014 | 516.892       |
| 01.01.2005  | 540.499       | 01.01.2015 | 513.687       |
| 01.01.2006  | 537.862       | 01.01.2016 | 511.419       |

11960: Anwesende Bevölkerung; sonst Wohnbevölkerung

### Bevölkerungsentwicklung der Kreise
Bis auf den Kreis Kecskemét ist für alle Kreise eine negative Bevölkerungsbilanz ersichtlich.
| Kreisname           | Bevölkerungsstand am 1. Januar | Bevölkerungsstand am 1. Januar | Bevölkerungsstand am 1. Januar | Bevölkerungsstand am 1. Januar |
| Kreisname           | 2013                           | 2014                           | 2015                           | 2016                           |
| ------------------- | ------------------------------ | ------------------------------ | ------------------------------ | ------------------------------ |
| Bácsalmás           | 19.983                         | 19.780                         | 19.417                         | 19.064                         |
| Baja                | 66.600                         | 66.143                         | 65.581                         | 65.038                         |
| Jánoshalma          | 17.297                         | 16.997                         | 16.662                         | 16.433                         |
| Kalocsa             | 51.028                         | 50.388                         | 49.619                         | 49.115                         |
| Kecskemét           | 156.413                        | 156.475                        | 156.571                        | 156.627                        |
| Kiskőrös            | 55.115                         | 54.678                         | 54.397                         | 54.153                         |
| Kiskunfélegyháza    | 36.856                         | 36.541                         | 36.271                         | 36.184                         |
| Kiskunhalas         | 43.735                         | 43.326                         | 43.067                         | 42.812                         |
| Kiskunmajsa         | 19.206                         | 19.138                         | 18.977                         | 18.745                         |
| Kunszentmiklós      | 29.906                         | 29.758                         | 29.491                         | 29.390                         |
| Tiszakécske         | 23.791                         | 23.668                         | 23.634                         | 23.858                         |
| Komitat Bács-Kiskun | 519.930                        | 516.892                        | 513.687                        | 511.419                        |

## Politik
Bei den Kommunalwahlen im Jahr 2019 und im Jahr 2024 waren die Ergebnisse im Komitat Bács-Kiskun wie folgt:
| Kommunalwahl   | Fidesz-KDNP | MM      | DK      | Jobbik | MHM     | MSZP   |
| -------------- | ----------- | ------- | ------- | ------ | ------- | ------ |
| Stimmen (2019) | 60,42 %     | 10,39 % | 9,61 %  | 9,59 % | 5,48 %  | 4,51 % |
| Stimmen (2024) | 55,78 %     | 9,96 %  | 11,04 % |        | 20,37 % | 2,85 % |

Sitzverteilung 2019
- Fidesz-KDNP: 16 Sitze
- MM: 2 Sitze
- DK: 2 Sitze
- Jobbik: 2 Sitze
- MHM: 1 Sitz
- MSZP: 0 Sitze

Sitzverteilung 2024
- Fidesz-KDNP: 14 Sitze
- MHM: 5 Sitze
- MM: 2 Sitze
- DK: 2 Sitze
- MSZP: 0 Sitze

## Geschichte und Kultur
Der Name Kiskun (deutsch Kleinkumanien) geht auf das Turkvolk der Kumanen zurück, die um 1240 nach den Mongolenstürmen hier angesiedelt wurden. Der Südteil des Komitats hat Anteil an der Landschaft Batschka, die größtenteils in der Vojvodina liegt.
Das Komitat wurde erst im Zuge der großen Komitatsreform 1950 aus dem ungarischen Teil der Batschka (ehemaliges Komitat Bács-Bodrog) und dem Südteil des großen Komitats Pest-Pilis-Solt-Kiskun gebildet.

### Museen
Siehe auch: Liste der Museen in Ungarn
Die staatliche Direktion der Museen des Komitats Bács-Kiskun ist Träger von 12 Komitatsmuseen. Komitatssitz ist die Stadt Kecskemét.
| - Apostag, Lajos-Nagy-Gedenkmuseum* - Baja, István-Türr-Museum* - Baja, Ferenc-Deák-Schleusenmuseum* - Baja, Heimatmuseum der Ungarnkroaten* - Bugac, Hirtenmuseum - Csávoly, Dorfmuseum (Falumúzeum) - Izsák, Pálinka-Museum - Kalocsa, Paprikamuseum - Kalocsa, Károly-Viski-Museum* - Kecel, Militärmuseum - Kecskemét, Städtische Galerie | - Kecskemét, Museum der Naiven Kunst - Kecskemét, Museum für Geschichte der Medizin und Pharmazie - Kecskemét, József-Katona-Gedenkhaus - Kecskemét, Ráday-Museum* - Kecskemét, Schulgeschichtliches Museum - Kecskemét, Spielzeugmuseum - Kecskemét, Ungarisches Museum für Fotografie - Kecskemét, Bozsó-Sammlung - Kecskemét, Mineraliensammlung - Kecskemét, Musikinstrumentensammlung - Kecskemét, Volkskunstgewerbesammlung | - Kiskőrös, Sándor-Petőfi-Museum - Kiskunfélegyháza, Kiskun-Museum* - Kiskunhalas, János-Thorma-Museum - Kiskunmajsa, Ortsgeschichtliches Museum - Kiskunmajsa, '56-er-Museum* - Kunszentmiklós, Virágh Kúria-Museum* - Nemesnádudvar, Dorfmuseum (Falumúzeum) - Nemesnádudvar, Weinmuseum - Szalkszentmárton, Sándor-Petőfi-Gedenkuseum* - Szórakaténusz, Spielzeugmuseum |

* Komitatsmuseum

## Partnerschaft
Das Komitat unterhält eine Kreispartnerschaft mit dem Schwarzwald-Baar-Kreis in Deutschland.

## Bildergalerie

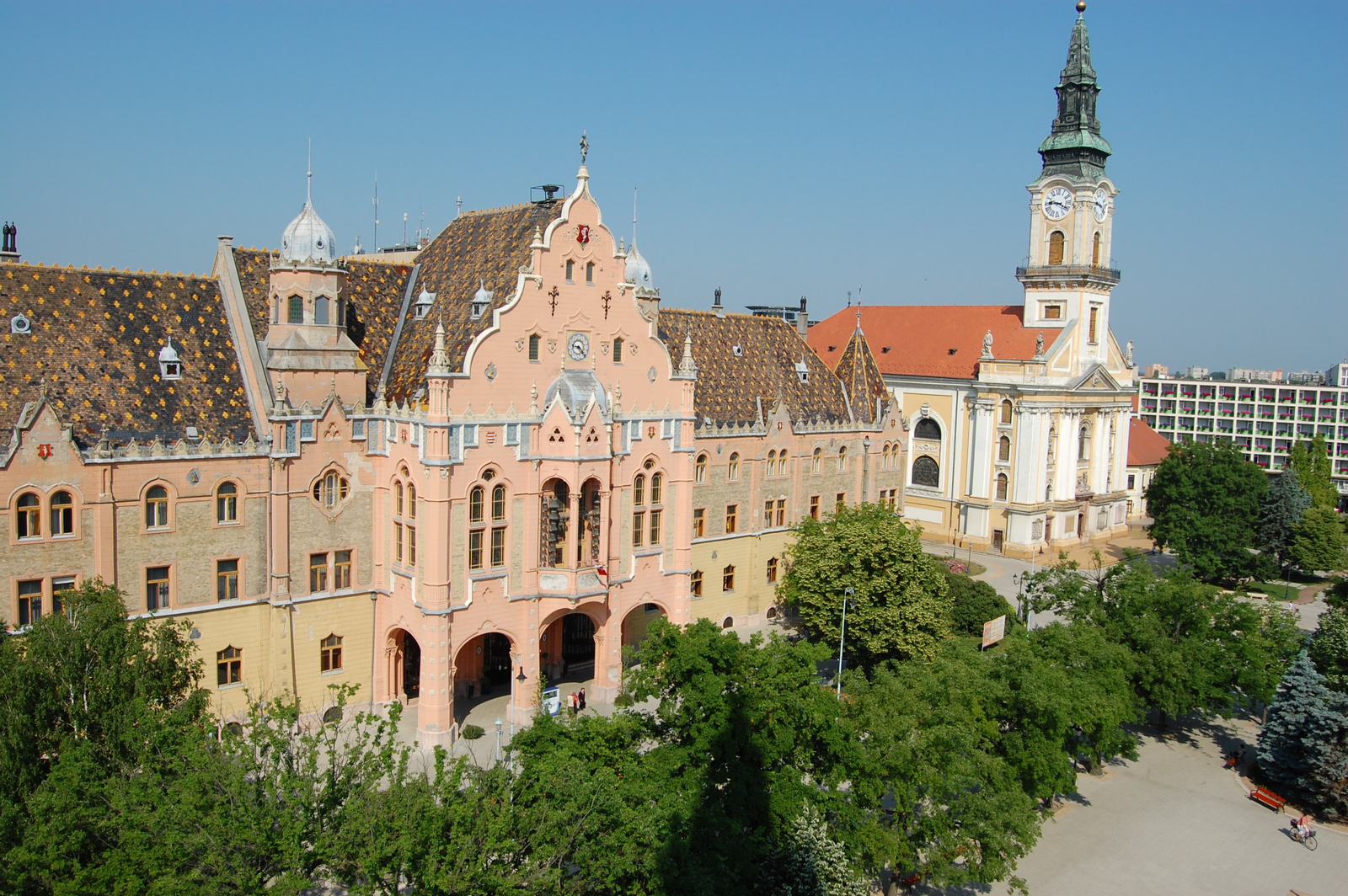
Kecskemét
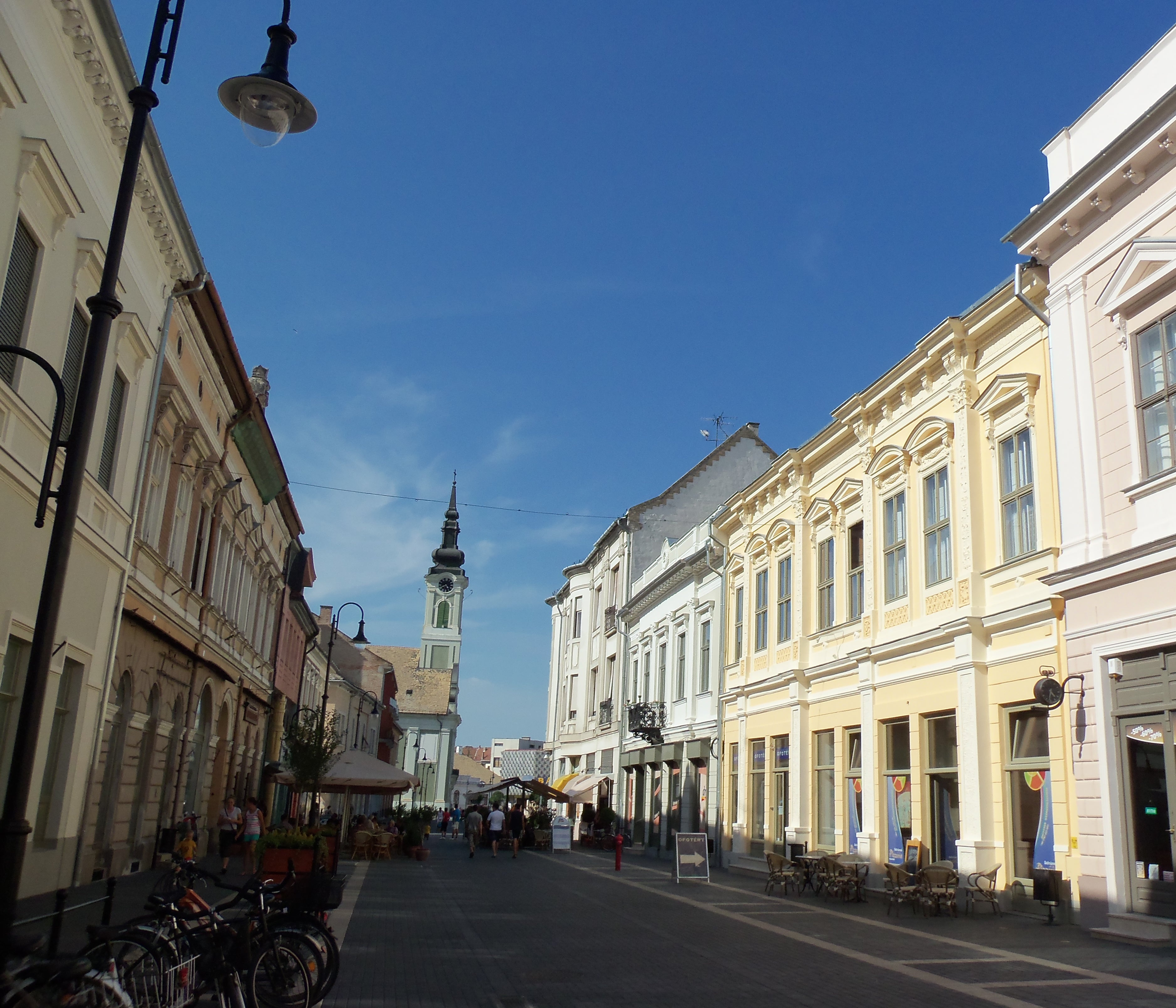
Baja
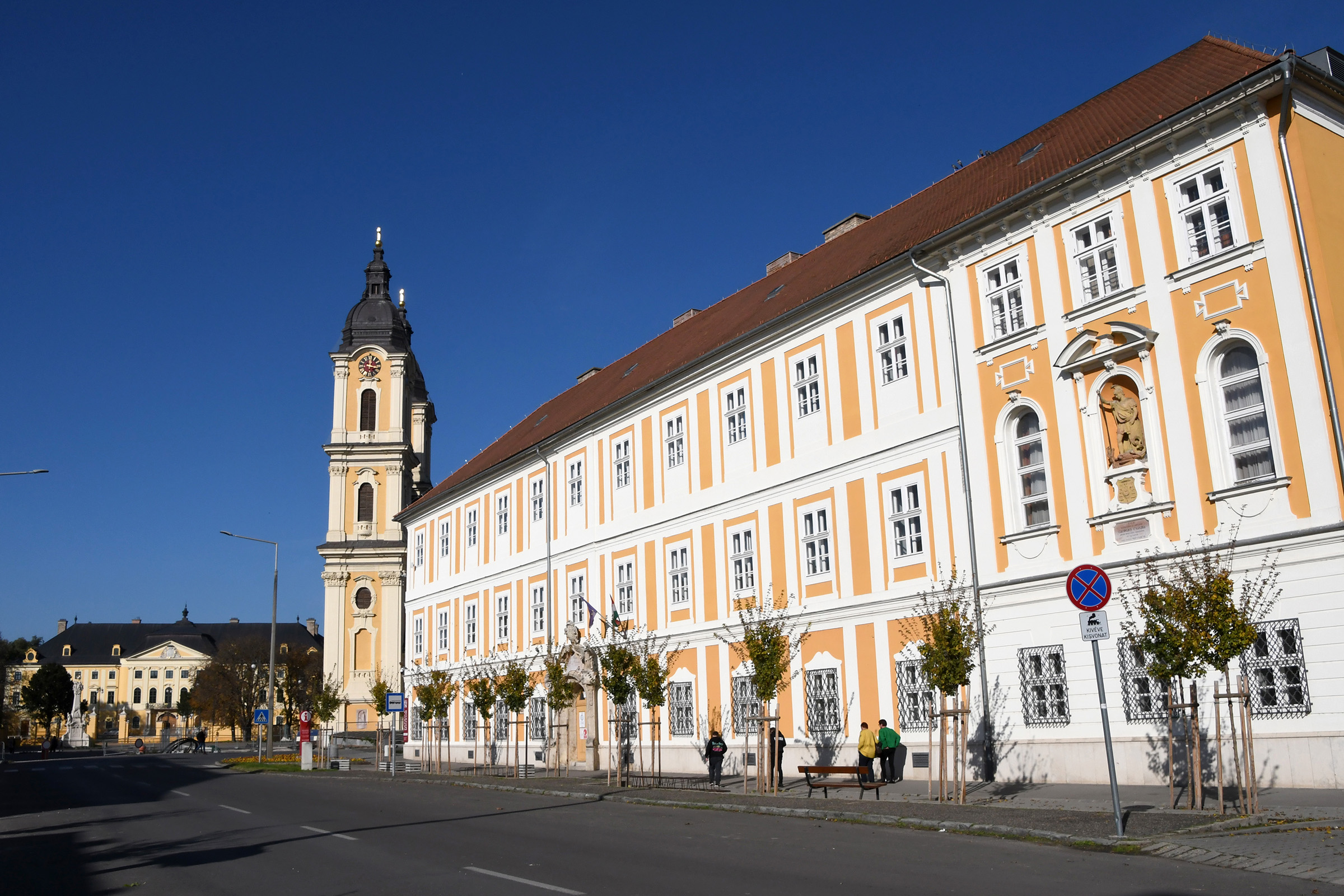
Kalocsa
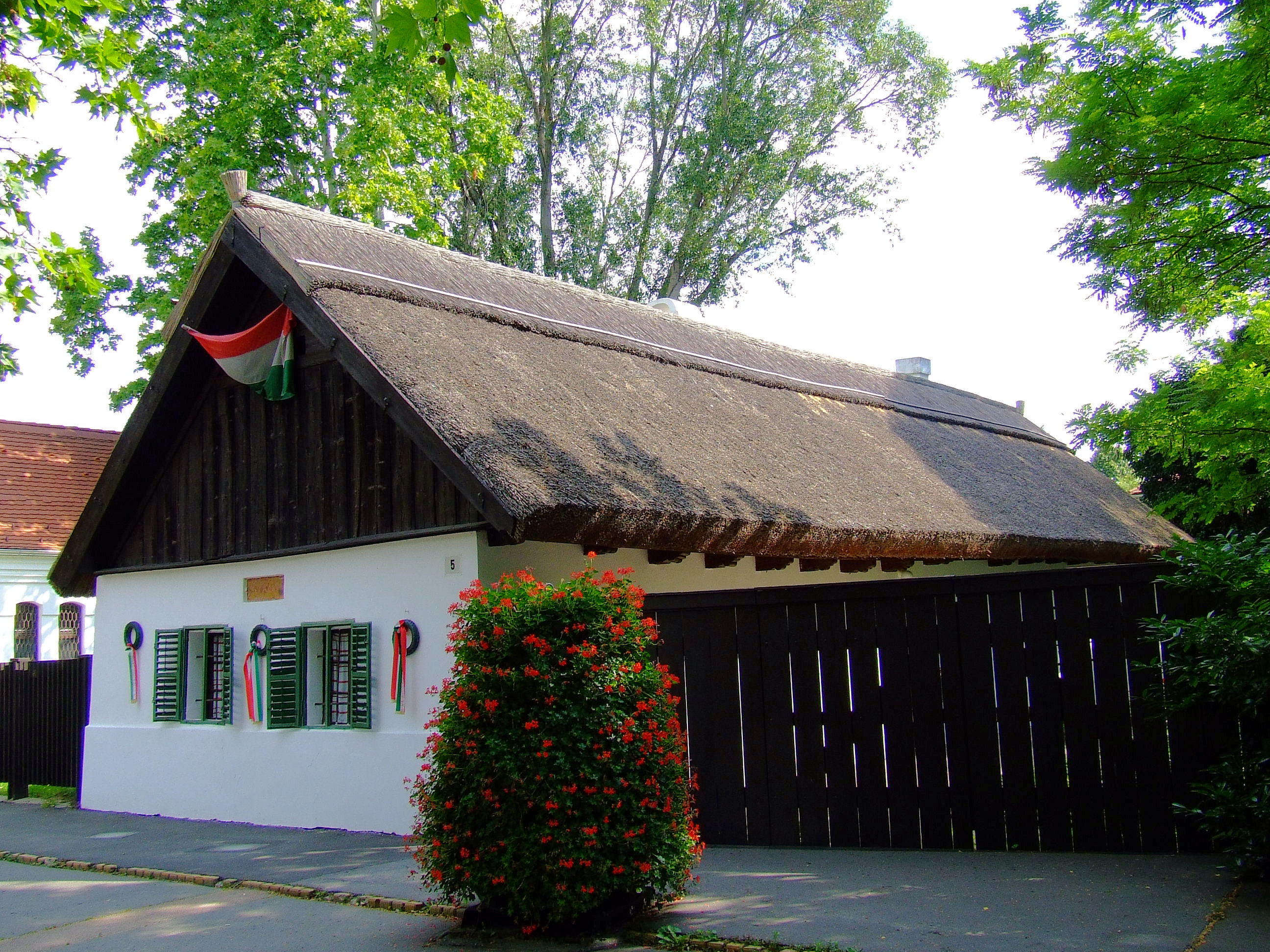
Geburtshaus von Sándor Petőfi in Kiskőrös.
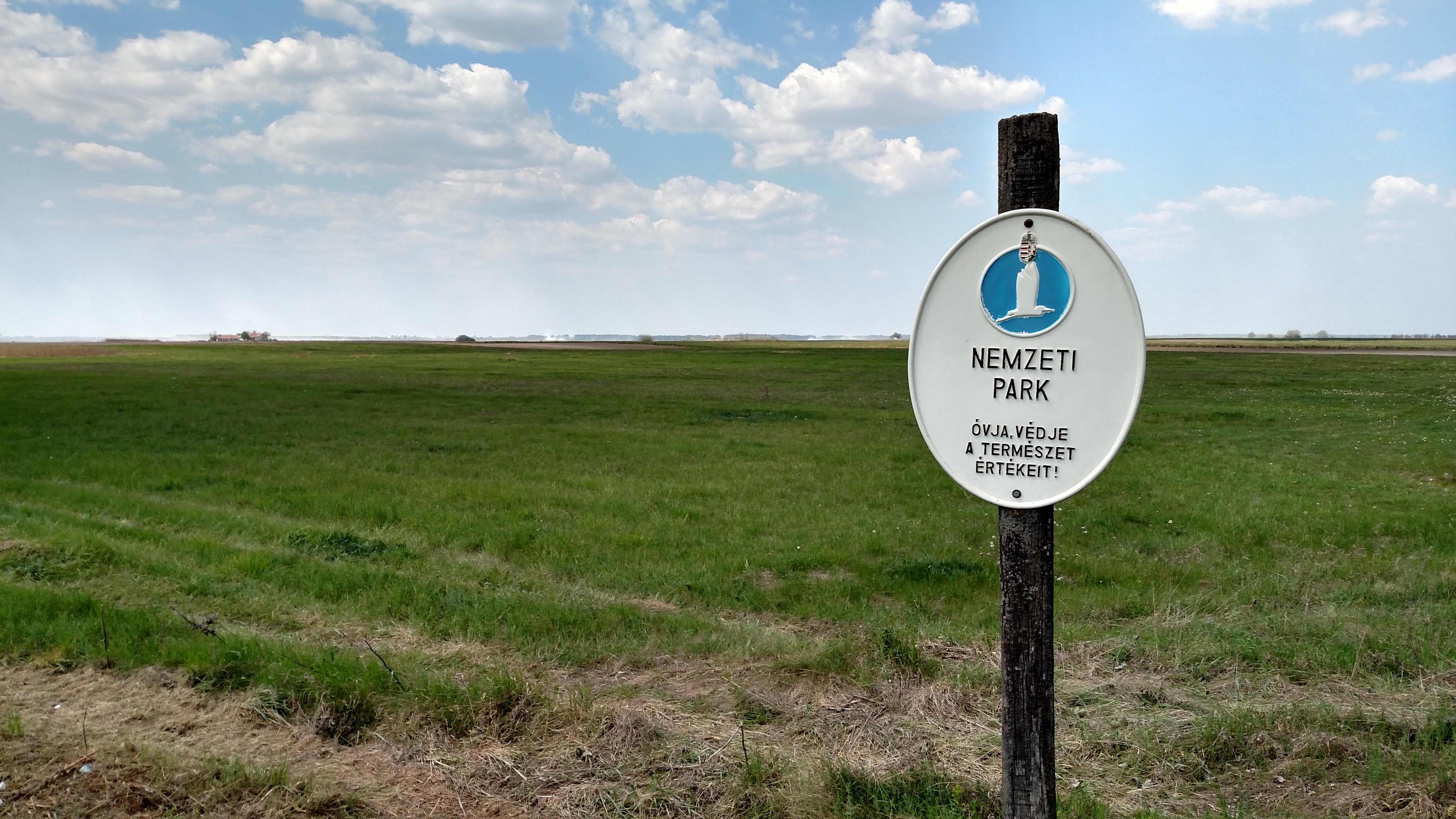
Nationalpark Kiskunság